# Ulotrichopus catocaloides
Ulotrichopus catocaloides är en fjärilsart som beskrevs av Embrik Strand. Ulotrichopus catocaloides ingår i släktet Ulotrichopus och familjen nattflyn. Inga underarter finns listade i Catalogue of Life.